# Şekerpare Hatun
Şekerpare Hatun, död efter 1648, var en osmansk hovfunktionär. 
Hon fungerade som skattemästare vid kejserliga haremet under Ibrahim:s regeringstid. Hon var en inflytelserik figur i haremet under denna tid, och omtalades för att ha samlat en förmögenhet genom mutor. 